# الأورطة المصرية في حرب استقلال المكسيك

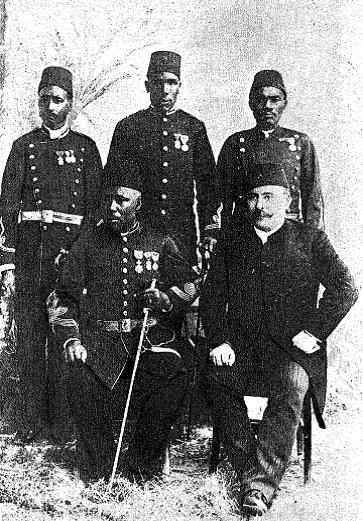
شارل جلياردو بك مؤسس متحف بونابرت بالقاهرة مع أربعة من ضباط الأورطة السودانية المصرية بالمكسيك.

الأورطة المصرية السودانية هي أورطة شاركت في الحرب المكسيكية الفرنسية الثانية سنة 1863 دعمًا للإمبراطور ماكسميليان الأول ـ المدعوم من فرنسا ـ ضد الثورة الوطنية التي قامت ضده. سافرت الأورطة سنة 1863 وعدد جنودها 453 وعادت في 8 يناير 1867 بعد أن فقدت 140 جنديًا، مات 46 منهم من المرض.

## الخلفية التاريخية
كانت المكسيك تشهد حركة إصلاح ديمقراطي، كان من ثمارها دستور 1857، قامت ضدها حركة مضادة استعانت بفرنسا، ففرضت الأسر الحاكمة في كل من فرنسا والنمسا أحد أفراد أسرة هابسبورغ ـ الإمبراطور ماكسميليان ـ حاكمًا على المكسيك، ثم شنت حربًا تذرعت لها بإساءة حكومة المكسيك معاملة رعايا فرنسا وإنجلترا وإسبانيا، وعدم تسديد ما عليها من ديون. غير أن الدافع الأساسي للحرب كان رغبة هذه الدول في إقامة حكومة موالية لها تحقق التوازن مع في القارة الأمريكية مع الولايات المتحدة الأمريكية.
غير أن بريطانيا وإسبانيا لم تلبثا أن سحبتا قواتهما بعد أربعة أشهر من القتال، وتركتا فرنسا متورطة وحدها في القتال، فأخذت تبحث عن شركاء، وسعى نابليون الثالث لدى خديوي مصر سعيد باشا لإرسال قوات مصرية للمشاركة في القتال.

## سفر الأورطة
أقلعت «التجريدة» من ميناء الإسكندرية على متن الباخرة الفرنسية «لاسين» في طريقها إلى ميناء طولون الفرنسي، ثم انضموا هناك إلى بقية القوات القادمة من عدد من المستعمرات الفرنسية واستقلوا سفينة أخرى توجهت بهم إلى المكسيك، فوصلوا يوم 23 فبراير 1863، بعد أن فقدت الأورطة سبعة من جنودها.

## الوصول إلى المكسيك
عندما وصلت الجيوش الفرنسية ـ التي تضم الأورطة المصرية ـ إلى العاصمة المكسيكية، أقيمت احتفالات كبيرة، وجرى استعراض الأورطة المصرية السودانية في أكبر ميادين العاصمة، ومُنح كل جندي 65 سنتيمًا يوميًا علاوة على راتبهم الذي يتقاضونه من الحكومة المصرية.

## المصاعب التي مرت بها الأورطة
واجهت الحملة منذ مراحلها الأولى مشكلة التواصل مع بقية الجنود، وتمكنوا من حلها عن طريق الجنود الجزائريين الذين قاموا بالترجمة، وأخذت التقارير الواردة إلى القاهرة تصف العديد من الصعاب التي مرت بها الحملة وهي تقاتل حربًا ليست حربها في بلاد تفصلها عن أوطانها المحيطات. وكان من أكبر تلك الصعاب سوء المناخ والأمراض المعدية.
سرعان ما فقدت الأورطة ـ بعد فترة وجيزة من وصول الأورطة إلى المكسيك ـ قائدها جبر الله محمد، الذي توفي من جراء الحمى الصفراء، وخلفه محمد الماس. وقد قامت السلطات الفرنسية بالدفع لأسرة جبر الله محمد بمبلغ 5667 فرانك كان مما تبقى له من تركته وقامت بتعويضه بمبلغ 5000 فرانك على سبيل المنحة منها لهم.

## الأعمال القتالية للأورطة
أبلى الجنود المصريون بلاءً حسنًا في حملة المكسيك، وقد ورد في أحد التقارير الفرنسية:
في 2 أكتوبر 1863 نشبت معركة في منطقة فيراكروز شارك فيها جنود الأورطة المصرية السودانية، التي كانت مكلفة بحراسة أحد القطارات التي تحركت من محطة فيراكروز. فقد نصب الثوار كمينًا للقطار ـ بعد أن انتزعوا القضبان ـ في ممر ضيق للغاية بين الجبال، وأخذوا يطلقون النار من كل جانب، وعندها هبط القائد الفرنسي «ليجين» من القطار وقذف بجنوده إلى المرتفعات تحت نيران المهاجمين، وسرعان ما أصيب القائد الفرنسي ومرافقه بلال حماد بطلقات قاتلة، فتقدم بخيت بدروم وأتون سودان وحملا ليجين وبلال، وتسلم الملازم شرر القيادة، وأعاد تنظيم قواته لتواجه كل الاحتمالات، ونجح في صد المهاجمين وإبعادهم عن القطار المزدحم بالنساء الهلعات والكهول العاجزين، واستمروا في القتال حتى وصل الدعم.

## تقدير الحكومة المصرية لجنود الأورطة
تضم سجلات قصر عابدين رسالة كتبها الخديوي إسماعيل إلى قائد الحملة يعبر فيها عن تقديره:
وبعد عودة الأورطة، استقبل الخديوي إسماعيل جنودها واستعرضهم في فناء قصر رأس التين يوم 28 مايو 1867، وفي اليوم التالي صدر قرار من الخديوي بترقيتهم تقديراً للخدمات الجليلة التي قاموا بأعبائها في المكسيك.

## قالوا عن دور الجيش المصري في الحرب
جاء في أول تقرير فرنسي عن تلك الأورطة:
كذلك قال القائد العام لمنطقة الأراضي الحارة في تقريره:
وكتب القائد الفرنسي لمنطقة فيراكروز عن مشاركة الأورطة المصرية في المعركة التي نشبت في 2 أكتوبر 1863:
وكتب القائد العام للقوات الفرنسية لنظارة الجهادية المصرية: